# Finanzgericht Berlin
Das Finanzgericht Berlin war ein Gericht der Finanzgerichtsbarkeit im Bundesland Berlin. Zum 1. Januar 2007 wurde das Gericht mit dem Finanzgericht des Landes Brandenburg zu einem für die Bundesländer Berlin und Brandenburg zuständigen gemeinsamen Finanzgericht Berlin-Brandenburg mit Sitz in Cottbus fusioniert.
Das Finanzgericht (FG) hatte seinen Sitz zuletzt im Gebäude Schönstedtstraße 5 in Berlin-Wedding; der Gerichtsbezirk entsprach dem Gebiet des gesamten Bundeslandes.

## Instanzenzug
Da die Finanzgerichtsbarkeit zweistufig aufgebaut ist, war das Finanzgericht Berlin zwar gemäß § 2 FGO ein oberes Landesgericht, gleichwohl jedoch als Eingangsgericht in erster Instanz tätig. Ihm übergeordnet war der Bundesfinanzhof in München.

## Leitung
- Ab 1. Dezember 1967: Uwe Jessen (* 1925)[1][2]
- Ab 1. Februar 1990: Herbert Bültmann (1938–2024)